# Venezuelaparkiet
De venezuelaparkiet (Pyrrhura emma) is een vogel uit de familie Psittacidae (papegaaien van Afrika en de Nieuwe Wereld) Het is een endemische vogelsoort in  Venezuela. De vogel werd in 1891 door Tommaso Salvadori geldig beschreven en naar Emma (geboren Jourdain) vernoemd, zij was de schoonzuster van Tommaso.

## Kenmerken
De vogel is 22 tot 23 cm lang. Het is een merendeels groene parkiet met een middellange staart met roodbruine veren. De vleugelveren zijn blauw, de borst heeft bleekgrijze veren met olijfgroen gekleurde uiteinden, daaronder is de buik roodbruin. Rond het oog is de kop donkerrood, daarachter een grijsbruine vlek. De kruin is blauw. Vaak hebben de vogels nog een rode vlek op de schouder.

## Verspreiding en leefgebied
Deze soort is endemisch in noordelijk Venezuela in de deelstaten Carabobo tot in Miranda en niet aansluitend weer van Anzoátegui tot in Sucre en Noord-Monagas. Het leefgebied bestaat uit bosrijk landschap, bosranden en agrarisch gebied met bomen, in heuvelachtig terrein tussen de 250 en 1700 meter boven zeeniveau, maar soms ook in laagland op zeeniveau.

## Status
De venezuelaparkiet heeft een groot verspreidingsgebied en daardoor is de kans op de status  kwetsbaar (voor uitsterven) gering. De grootte van de wereldpopulatie is niet gekwantificeerd. De soort gaat mogelijk in aantal achteruit. Het leefgebied krimpt en de vogel wordt gevangen voor de kooivogelhandel. Echter, het tempo van achteruitgang ligt waarschijnlijk onder de 30% in tien jaar (minder dan 3,5% per jaar). Om deze redenen staat de vogel als niet bedreigd op de Rode Lijst van de IUCN.